# Mistrovství Evropy v boxu 1967
XVII. mistrovství Evropy v boxu proběhlo v Palazzo dello Sport v Římě, Itálie ve dnech 25. května až 2. června 1967. Organizátorem turnaje mistrovství Evropy byla Association Internationale de Boxe Amateur (AIBA).

## Československá stopa
Závěrečná příprava probíhala v tréninkovém středisku ČSTV v Nymburce a byla prokládána melioračními pracemi a již tradičními lesními brigádami, letos na Třeboňsku. Přípravu vedli trenéři Zdeněk Horák a Josef Malík.
Vedoucí výpravy: Václav Kirchner, šéftrenér reprezentace: Zdeněk Horák, rozhodčí: Jaroslav Hruška, Eduard Pospíšil
Na mistrovství Evropy startovalo za Československo 8 boxerů:
- −57 kg: Alexander Kovács (*1945/46) z ASD Dukla Olomouc
- −60 kg: Vladimír Mládek (*1941/42) z TJ Spartak Dubnica nad Váhom
- −63,5 kg: Vladimír Kučera st. (*1942) z TJ Rudá hvězda Ústí nad Labem
- −67 kg: Bohumil Němeček st. (*1938) z TJ Rudá hvězda Ústí nad Labem
- −71 kg: Vojtech Stantien (*1939) z TJ Spartak Dubnica nad Váhom
- −75 kg: Jan Hejduk (*1947) z TJ Rudá hvězda Ústí nad Labem
- −81 kg: Josef Kapín (*1945) z TJ Uhelné sklady Praha
- +81 kg: František Poláček (*1940) z TJ Uhelné sklady Praha

do záverečné nominace se nedostali v muší váze do 51 kg Ján Sárközy a v bantamové váze do 54 kg Pavel Pavlík, oba z ASD Dukla Olomouc.

## Výsledky
| Muži     | Zlato                     | Stříbro                 | Bronz                  | Bronz                 |
| -------- | ------------------------- | ----------------------- | ---------------------- | --------------------- |
| –51 kg   | Hubert Skrzypczak (POL)   | Constantin Ciucă (ROU)  | Pjotr Gorbatov (URS)   | Engan Yadigar (TUR)   |
| –54 kg   | Nicolae Gîju (ROU)        | Horst Rascher (FRG)     | Nikola Savov (BUL)     | Bruno Pieracci (ITA)  |
| –57 kg   | Ryszard Petek (POL)       | Seyfi Tatar (TUR)       | Jean de Souza (FRA)    | Ivan Michailov (BUL)  |
| –60 kg   | Józef Grudzień (POL)      | Zvonimir Vujin (YUG)    | Dieter Dunkel (GDR)    | László Gula (HUN)     |
| –63,5 kg | Valerij Frolov (URS)      | Jerzy Kulej (POL)       | János Kajdi (HUN)      | Peter Tiepold (GDR)   |
| –67 kg   | Bohumil Němeček st. (TCH) | Manfred Wolke (GDR)     | István Gali (HUN)      | Ion Hodoșan (ROU)     |
| –71 kg   | Viktor Agejev (URS)       | Witold Stachurski (POL) | Vojtech Stantien (TCH) | Ion Covaci (ROU)      |
| –75 kg   | Mario Casati (ITA)        | Alexej Kiseljov (URS)   | Jan Hejduk (TCH)       | Gheorghe Chivar (ROU) |
| –81 kg   | Danas Pozniakas (URS)     | Peter Gerber (FRG)      | Cosimo Pinto (ITA)     | Ion Monea (ROU)       |
| +81 kg   | Mario Baruzzi (ITA)       | Peter Boddington (ENG)  | Kiril Pandov (BUL)     | Jürgen Schlegel (GDR) |

## Medailová bilance
V boxu se rozdělilo celkem 10 sad medailí.
| Pořadí | Stát                                   |       | Muži    | Muži  | Muži | Celkem |
| Pořadí | Stát                                   | Zlato | Stříbro | Bronz |      | Celkem |
| ------ | -------------------------------------- | ----- | ------- | ----- | ---- | ------ |
| 1.     | Polsko (POL)                           |       | 3       | 2     | 0    | 5      |
| 2.     | Sovětský svaz (URS)                    |       | 3       | 1     | 1    | 5      |
| 3.     | Itálie (ITA)                           |       | 2       | 0     | 2    | 4      |
| 4.     | Rumunská socialistická republika (ROU) |       | 1       | 1     | 4    | 6      |
| 5.     | Československo (TCH)                   |       | 1       | 0     | 2    | 3      |
| 6.     | Západní Německo (FRG)                  |       | 0       | 2     | 0    | 2      |
| 7.     | Východní Německo (GDR)                 |       | 0       | 1     | 3    | 4      |
| 8.     | Turecko (TUR)                          |       | 0       | 1     | 1    | 2      |
| 9.     | Anglie (ENG)                           |       | 0       | 1     | 0    | 1      |
| 9.     | Jugoslávie (YUG)                       |       | 0       | 1     | 0    | 1      |
| 11.    | Bulharsko (BUL)                        |       | 0       | 0     | 3    | 3      |
| 11.    | Maďarská lidová republika (HUN)        |       | 0       | 0     | 3    | 3      |
| 13.    | Francie (FRA)                          |       | 0       | 0     | 1    | 1      |
| Celkem | Celkem                                 |       | 10      | 10    | 20   | 40     |